# Metapanax davidii
Metapanax davidii är en araliaväxtart som först beskrevs av Adrien René Franchet, och fick sitt nu gällande namn av Jun Wen och David Frodin. Metapanax davidii ingår i släktet Metapanax och familjen Araliaceae. Inga underarter finns listade.